# Liste der Naturdenkmale in Nusbaum
Die Liste der Naturdenkmale in Nusbaum nennt die im Gemeindegebiet von Nusbaum ausgewiesenen Naturdenkmale (Stand 13. April 2024).

## Naturdenkmale
| Nr.         | Bezeichnung                                   | Lage                                         | Beschreibung                                                                                     | Bild                                    |
| ----------- | --------------------------------------------- | -------------------------------------------- | ------------------------------------------------------------------------------------------------ | --------------------------------------- |
| ND-7232-502 | Eiche im Ortsteil Silberberg beim Haus Wagner | Silberberg, Silberbergstraße, bei Nr. 1 Lage | Quercus robur, um 170 gepflanzt; 13 m hoch bei 3,5 m Brusthöhenumfang und 13 m Kronendurchmesser | Direkt Bild zu diesem Denkmal hochladen |